# 千葉満胤
千葉 満胤（ちば みつたね）は、南北朝時代から室町時代前期にかけての武将。千葉氏第14代当主。第13代当主・千葉氏胤の子。母は新田義貞の娘。

## 略歴
正平20年/貞治4年（1365年）9月、父の死によりわずか6歳で家督を継いだ。弘和元年/永徳元年（1381年）、小山義政の乱に際しては、鎌倉公方の足利氏満の命により、下野の小山義政を攻撃した。
応永23年（1416年）8月、上杉禅秀の乱に際しては、子の兼胤・康胤らとともに上杉氏憲（禅秀）に与して鎌倉公方・足利持氏追放に加担した（『鎌倉大草紙』の記録を信じれば、首謀者とされる上杉氏憲・足利満隆の兵力がそれぞれ2千騎・1千騎であったのに対して8千騎を動員したという）。ところが、これに怒った京都の将軍・足利義持の命を受けた今川範政・上杉房方らを中心とする幕府の軍勢が鎌倉に攻めて来る。
応永24年（1417年）1月まで満胤は禅秀と共に懸命に戦ったが、敗れて禅秀は自害し、満胤は降伏した。このとき、一命は助けられている。しかし隠居して政界から退くことを余儀なくされた。
応永32年（1426年）6月8日、67歳で死去し、跡を子の千葉兼胤が継いだ。
一説には、満胤の兄弟である聖聡が開山となった増上寺を継いだ聡誉酉仰（応永25年生まれ）を満胤の次男とする史料（『三縁山志』）もあるが、千葉氏側の史料では確認できないという。また、聖聡の弟子で日比谷飯倉の天陽院（現在は東京都港区芝公園に所在）を開いた生譽珍公も満胤の子とする伝承がある。